# Chauché
Chauché település Franciaországban, Vendée megyében. Lakosainak száma 2559 fő (2022. január 1.). Chauché Les Brouzils, Chavagnes-en-Paillers, La Copechagnière, Dompierre-sur-Yon, Essarts-en-Bocage, La Rabatelière, Saint-André-Goule-d’Oie, Saint-Denis-la-Chevasse és Les Essarts községekkel határos.

## Népesség
A település népességének változása:
| Lakosok száma | 2436 | 2497 | 2518 | 2470 | 2456 | 2469 | 2485 | 2506 | 2559 |
|               | 2013 | 2015 | 2016 | 2017 | 2018 | 2019 | 2020 | 2021 | 2022 |